# هني كوخ
هني كوخ (بالألمانية: Henny Koch) (و. 1854 – 1925 م) هي لغوية، وكاتِبة، ومترجمة، وكاتبة للأطفال ألمانية، ولدت في آلسفلد، توفيت في سيهيم - يوجينهايم، عن عمر يناهز 71 عاماً.